# Jean Claude Rakotoarisoa
Jean Claude Rakotoarisoa (* 4. Oktober 1971 in Tsiroanomandidy) ist ein madagassischer römisch-katholischer Geistlicher und Bischof von Miarinarivo.

## Leben
Jean Claude Rakotoarisoa besuchte das Knabenseminar und das Propädeutikum in Tsiroanomandidy. Anschließend studierte er interdiözesanen Priesterseminar St. Paul im Stadtteil Manantenasoa von Antsirabe Philosophie. Nach zwei praktischen Jahren in der Seelsorge am Knabenseminar in Tsiroanomandidy studierte er Theologie am interdiözesanen Priesterseminar St. Petrus im Stadtteil Ambatoroka in Antananarivo. Am 29. August 1999 empfing er das Sakrament der Priesterweihe für das Bistum Tsiroanomandidy.
Nach der Priesterweihe studierte er bis 2001 am Katholischen Institut von Madagaskar und erwarb den Master in Theologie. Neben Aufgaben in der Pfarrseelsorge, unter anderem an der Kathedrale von Tsiroanomandidy, sowie als kommissarischer Leiter einer Oberschule war er von 2001 bis 2009 Ökonom und Sekretär des Bistums. Von 2010 bis 2016 studierte er in Rom an der Päpstlichen Universität Urbaniana und wurde im Fach Kanonisches Recht promoviert. Von 2017 bis 2021 verwaltete er das Bistum Tsiroanomandidy während der vierjährigen Sedisvakanz als Diözesanadministrator. Ab 2021 war er Generalvikar des Bistums sowie Nationaldirektor der päpstlichen Missionswerke.
Papst Franziskus ernannte ihn am 9. März 2024 zum Bischof von Miarinarivo. Der Bischof von Tsiroanomandidy, Gabriel Randrianantenaina, spendete ihm am 12. Mai desselben Jahres in Miarinarivo die Bischofsweihe. Mitkonsekratoren waren der Bischof von Morondava, Marie Fabien Raharilamboniaina OCD, und der Erzbischof von Antananarivo, Jean de Dieu Raoelison.